# 上川大内村
上川大内村（かみかわおおうちむら）は、秋田県由利郡にあった村。現在の由利本荘市北東部、芋川上流域、国道105号沿線にあたる。

## 地理
- 山：扇森
- 河川：芋川

## 歴史
- 1889年（明治22年）4月1日 - 町村制の施行により、中田代村、新田村、岩野目沢村、小栗山村、滝村、羽広村の区域をもって発足。
- 1921年（大正10年）9月27日 - 村役場が移転[1]。
- 1956年（昭和31年）9月30日 - 下川大内村・岩谷村と合併して大内村が発足。同日上川大内村廃止。